# 伊加利亚旅行记

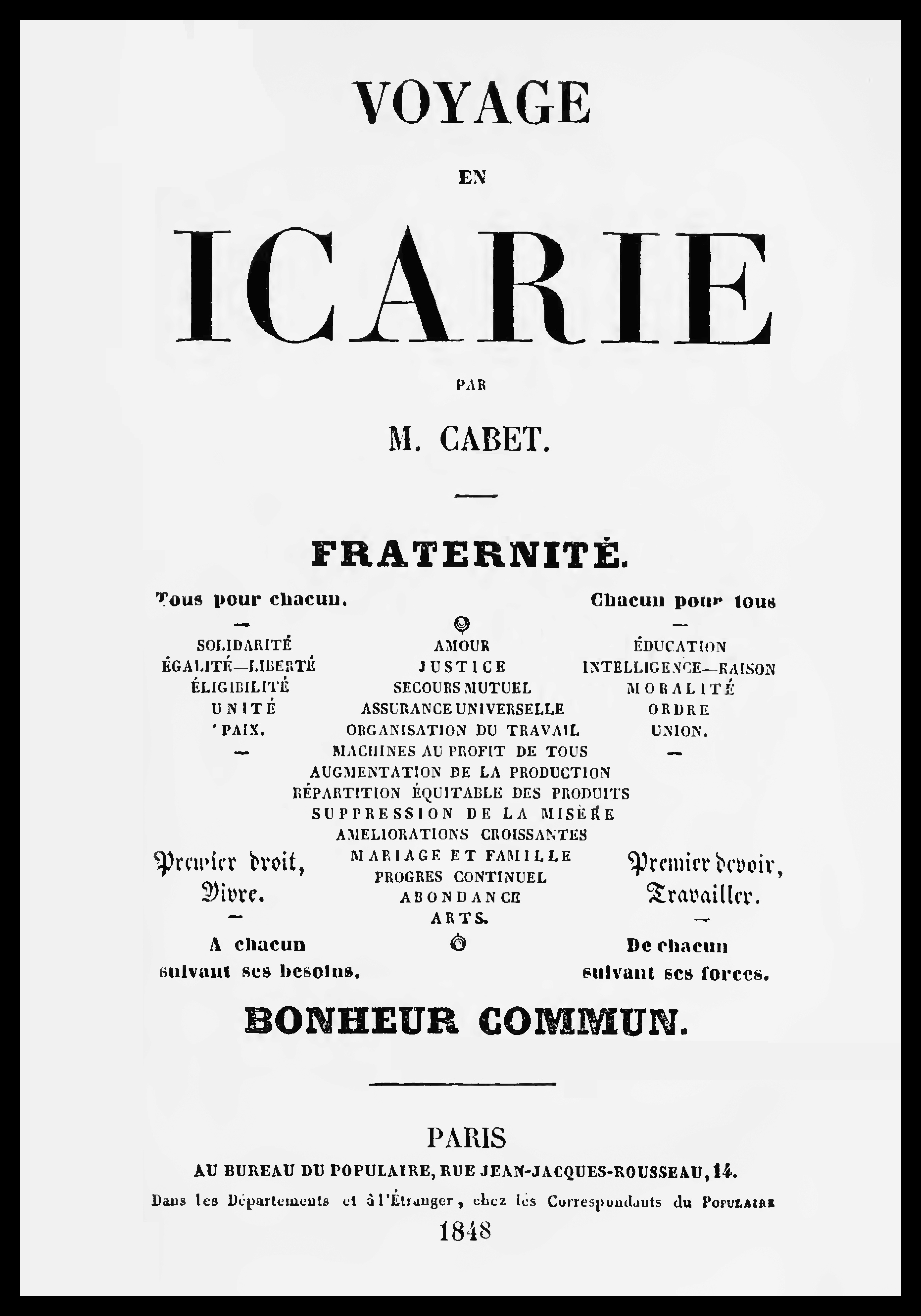
《伊加利亚旅行记》封面（1848年巴黎版）

《伊加利亚旅行记》（法語：Voyage en Icarie）是法国空想社会主义者埃蒂耶纳·卡贝创作的乌托邦小说。1840年，该书以《威廉·加利斯达尔爵士在伊加利亚的旅行和奇遇》为名发表。1842年，该书再版，书名改为《伊加利亚旅行记：哲学和社会小说》。这部作品以文学体裁大胆批判旧社会制度，认为旧社会的三大弊端是：（1）财富与福利的不平等；（2）私有制是社会弊病的根本原因；（3）货币是社会病态的重要根源。书中细致刻画了资本主义的各种罪恶现象，并指出现存政治制度的主要症结源于“法律由贵族或富人制定”，而军队、监狱和警察则是“报复和压迫”人民的工具。卡贝由此得出结论，必须根除和消灭不平等的制度及其根源，并以能给人类带来幸福的平等制度取而代之。
该书描绘了一个理想的“伊加利亚共和国”，没有剥削，人人平等，人民自愿联合。这个共和国的基本原则是：每个人都是社会的平等成员，生产资料和消费资料实行社会公有。共和国实行计划经济，充分发挥个人才智，最大限度地发展生产力，形成工农业和交通发达、技术先进的社会；在消费品分配上实行“按需分配”。共和国采用“民主共和政体”，主权归人民所有，由人民代表大会行使主权，立法与行政分离，行政受制于立法，实行集体领导，公职人员由人民选举产生并接受监督。此外，共和国重视教育，实行男女平等和婚姻自由，外交政策坚持互相友好、不背信弃义、不扩张、不干涉邻国事务的原则。